# Limnoria mazzellae
La Limnoria mazzellae (Cookson & Lorenti) è un crostaceo malacostraco della famiglia Limnoridae.
È un componente della comunità bentonica associata alla Posidonia oceanica.